# Áustria nos Jogos Olímpicos de Verão de 1900
A Áustria participou dos Jogos Olímpicos de Verão de 1900 em Paris, na França. O país estreou nos Jogos em 1896 e em Paris fez sua 2ª apresentação, conquistando 6 medalhas.Os resultados da Áustria e da Hungria nos primeiros Jogos Olímpicos geralmente são mantidos separados, apesar da união das duas nações como Áustria-Hungria na época.